# Amaro amore
Amaro amore è un film italiano del 2013 diretto da Francesco Henderson Pepe.
La pellicola ha per protagonisti Ángela Molina, Malik Zidi, Aylin Prandi, Francesco Casisa, Lavinia Longhi e Yorgo Voyagis.
Girato nel 2010 e presentato al Taormina Film Fest del 2012 e al 34º Moscow International Film Festival (MIFF) del 2012 YouTube, è uscito nelle sale il 23 maggio 2013.

## Trama
André e Camille sono due ragazzi francesi, fratello e sorella. Provenienti dalla Bretagna, arrivano in vacanza nell'isola eoliana di Salina dove, anni prima, era stata la loro madre, Lucia Modica, ora deceduta.
Camille, insieme al fratello, sperimenta la diffidenza dell'arcaico mondo isolano nei confronti della loro curiosità, il loro modo di fare aperto e libero, contrasta con la mentalità degli isolani che invece vivono secondo certi canoni più tradizionalisti. Si comprende questa differenza quando André chiede della madre prima in un ristoro e poi ad un pescatore.
Intanto Camille fa amicizia con Linda, una bella pittrice in cerca di ispirazione che vive in una villetta sulle pendici dell'isola e che vive un amore difficile con Yorgo, un misterioso uomo maturo con precedenti penali che vive sistemando barche insieme a Santino. Yorgo ama Linda ma non vuole instaurare un rapporto stabile.
André, invece, entra in contatto con Santino, un giovane e burbero ragazzo locale che lavora con Marino in un ristoro e che ha perso il padre in mare. André soprattutto comprende che esiste una certa reticenza nel voler parlare della madre e si comprende che esiste qualcosa che gli isolani non vogliono dire, collegato ad Assunta una vedova che è madre di Santino e che ha un legame sentimentale con Marino.
Camille ha un flirt con Santino, ma allo stesso tempo, dopo una serata passata con amici, André fa una passeggiata con Santino fino all'alba e Santino gli confessa della scomparsa del padre. In un momento di affetto André abbraccia Santino e lo bacia.
In Santino, spirito semplice e ingenuo, si creano diversi dissidi a cui si aggiunge anche la madre a cui non piace questa relazione libera con i due stranieri, ma Santino in fondo non comprende che esiste un problema ben più grave che cova il rancore di Assunta.
Delle attenzioni del giovane francese e della sorella verso Santino provocano nel ragazzo un'inaspettata consapevolezza, aiutato da Yorgo che assume il ruolo di consigliere, mentre il forte legame tra André e la sorella si dissolve e anche tra i due ragazzi francesi nasce una crisi. In pochissimo tempo si rompono i fragili equilibri su cui si regge l'incantato microcosmo dell'isola fino a scoprire il segreto di Assunta e il motivo del suo rancore.

## Distribuzione
Il film è uscito nelle sale il 23 maggio 2013 distribuito da Istituto Luce Cinecittà.

## Riconoscimenti
- IX Magna Graecia Film Festival
  - Colonna d'oro - Premio speciale della giuria - [3] (Presidente di Giuria Ugo Gregoretti)